# Нижнегалеево
Нижнегалеево (баш. Түбәнге Ғәле) — деревня в Зилаирском районе Республики Башкортостан Российской Федерации. Входит в состав Верхнегалеевского сельсовета.

## География

### Географическое положение
Находится на правом берегу реки Сакмары.
Расстояние до:
- районного центра (Зилаир): 80 км,
- центра сельсовета (Верхнегалеево): 2 км,
- ближайшей железнодорожной станции (Сибай): 120 км.

## Население
| 2002 | 2009 | 2010 |
| ---- | ---- | ---- |
| 2    | →2   | →2   |

Национальный состав
Согласно переписи 2002 года, преобладающая национальность — башкиры (100 %).